# Siphonognathus
Siphonognathus is een geslacht van straalvinnige vissen uit de familie van botervissen en wijtingen (Odacidae).

## Soorten
- Siphonognathus argyrophanes Richardson, 1858
- Siphonognathus attenuatus (Ogilby, 1897)
- Siphonognathus beddomei (Johnston, 1885)
- Siphonognathus caninis (Scott, 1976)
- Siphonognathus radiatus (Quoy & Gaimard, 1834)
- Siphonognathus tanyourus Gomon & Paxton, 1986